# یواس‌اس واکا (دی‌دی-۴۱۶)
یواس‌اس واکا (دی‌دی-۴۱۶) (به انگلیسی: USS Walke (DD-416)) یک کشتی بود که طول آن 348&nbsp;ft, 3¼&nbsp;in, (106.15&nbsp;m) بود. این کشتی در سال ۱۹۳۹ ساخته شد.